# Loi du 15 juin 1896 sur les règlements d'atelier
 (mai 2022).
La mise en forme du texte ne suit pas les recommandations de Wikipédia : il faut le « wikifier ».
Les points d'amélioration suivants sont les cas les plus fréquents :
- Les titres sont pré-formatés par le logiciel. Ils ne sont ni en capitales, ni en gras.
- Le texte ne doit pas être écrit en capitales (les noms de famille non plus), ni en gras, ni en italique, ni en « petit »…
- Le gras n'est utilisé que pour surligner le titre de l'article dans l'introduction, une seule fois.
- L'italique est rarement utilisé : mots en langue étrangère, titres d'œuvres, noms de bateaux, etc.
- Les citations ne sont pas en italique mais en corps de texte normal. Elles sont entourées par des guillemets français : « et ».
- Les listes à puces sont à éviter, des paragraphes rédigés étant largement préférés. Les tableaux sont à réserver à la présentation de données structurées (résultats, etc.).
- Les appels de note de bas de page (petits chiffres en exposant, introduits par l'outil «  Source ») sont à placer entre la fin de phrase et le point final[comme ça].
- Les liens internes (vers d'autres articles de Wikipédia) sont à choisir avec parcimonie. Créez des liens vers des articles approfondissant le sujet. Les termes génériques sans rapport avec le sujet sont à éviter, ainsi que les répétitions de liens vers un même terme.
- Les liens externes sont à placer uniquement dans une section « Liens externes », à la fin de l'article. Ces liens sont à choisir avec parcimonie suivant les règles définies. Si un lien sert de source à l'article, son insertion dans le texte est à faire par les notes de bas de page.
- La présentation des références doit suivre les conventions bibliographiques. Il est recommandé d'utiliser les modèles {{Ouvrage}}, {{Chapitre}}, {{Article}}, {{Lien web}} et/ou {{Bibliographie}}. Le mode d'édition visuel peut mettre en forme automatiquement les références.
- Insérer une infobox (cadre d'informations à droite) n'est pas obligatoire pour parachever la mise en page.

Pour une aide détaillée, merci de consulter Aide:Wikification.
Si vous pensez que ces points ont été résolus, vous pouvez retirer ce bandeau et améliorer la mise en forme d'un autre article.
Lire en ligne

http://biblio.naturalsciences.be/rbins-publications/annales-des-mines-de-belgiques/1896%20ADM/adm-1896_01-p367-371.pdf

La loi du 15 juin 1896 sur les règlements d’atelier est l’un des fondements du droit social belge, et plus particulièrement des rapports sociaux en entreprise. Le but de la loi est d’éviter l’arbitraire de l’employeur en instaurant un contrôle des conditions d’emploi et de licenciement, ainsi que des règles de sécurité et d’hygiène au travail, pour toutes les entreprises commerciales ou industrielles atteignant un seuil de 10 ouvriers.

## Contexte historique
Avant l’entrée en vigueur de la loi du 15 juin 1896 sur les règlements d’atelier, le contexte en Europe et principalement en Belgique est un contexte de tensions. Au début du XIXe siècle, la situation économique des ouvriers était insuffisante, précaire, malheureuse et miséreuse. Cette classe économique travaillait dans des conditions très défavorables pour ne quasiment rien gagner. Une enquête a été menée en 1843 sur la condition des ouvriers. Cette enquête révéla notamment qu’un ouvrier sur quatre était âgé de moins de seize ans et que la durée des journées de travail peut s’évaluer entre douze et quatorze heures de travail par jour. Les ouvriers tombaient malades, manquaient d’hygiène sur le lieu de travail, étaient parfois lourdement sanctionnés, etc. Les ouvriers étaient considérés comme des outils, des machines industriels qui ne pouvaient s’arrêter au risque de faire perdre des profits à l’employeur et l’entreprise. Procurer des jours de repos aux ouvriers travailleurs était inconcevables pour les patrons. Ces derniers devaient faire fonctionner l’entreprise coute que coute.
Face à ce déséquilibre de rapports entre les patrons et les ouvriers, l’Etat a mis bien longtemps à intervenir. Le pouvoir législatif soutenait la liberté économique qu’il ne pouvait restreindre. L’Etat ne s’est pas levé avant plusieurs années pour défendre les droits des ouvriers et mener ainsi une politique sociale. Quelques projets de loi ont été proposés mais aucun d’entre eux n’a été soutenu jusqu’au bout.
À la fin du XIXe siècle, toute l’Europe a traversé une période très difficile d’un point de vue économique. Cette période est appelée «La Grande Dépression» ou «La Grande Déflation» et a duré entre 1873 et 1896. Elle est marquée par un ralentissement de la croissance économique à la suite du krach boursier de 1873. Les travailleurs commencent à porter leurs voix. Ils manifestent pour de meilleures conditions de travail. Des grèves mouvementées et violentes ont éclaté entrainant ainsi la mort d’une vingtaine de personnes et des centaines de blessés.

## Elaboration de la loi
Les règlements d’atelier apparaissent au 19ème siècle dans le cadre de la lutte contre certains abus issus de prérogatives patronales. Une enquête menée par la Commission du travail réalisée en 1886 a permis de mettre en lumière les réclamations des ouvriers désireux d’instaurer des règlements d’atelier aux fins d’être mis au courant de leurs conditions générales de travail. A cette époque en effet, le pouvoir disciplinaire était associé à une «correction de famille» et les conditions d’embauche – verbales - des ouvriers se limitaient souvent à l’heure de commencement et à la rémunération
Ce sont ces préoccupations qui ont inspiré le projet de loi présenté par le ministre de l’Industrie et du Travail, M. Nyssens, déposé le 18 juillet 1895 et voté à l’unanimité (109 votants) à la chambre des représentants le 5 mai 1896. Son but est fixé dans l’exposé des motifs qui précise que : «il est de l’intérêt du patron et de l’ouvrier que les termes de leurs engagements réciproques soient nettement actés et que chacun connaisse la nature et la portée de ses devoirs »
Le projet du règlement d’intérieur est rédigé par le gouvernement avec la collaboration du conseil supérieur du travail, et après une enquête auprès des conseils de l'industrie et du travail et des conseils de prud'hommes. Il contient cinq catégories de dispositions :  
1. L'obligation d’un règlement écrit pour toutes les entreprises industrielles et commerciales qui emploient 10 ouvriers au moins ;
2. Un règlement d’atelier mentionnant certaines dispositions spécifiques à toutes les entreprises en général ou à certaines catégories déterminées. Parmi les indications obligatoires, celles relatives aux amendes disciplinaires ont suscité les discussions les plus longues au conseil supérieur du travail et à la Chambre des représentants;
3. L’affichage du règlement : le projet de loi rend obligatoire la consultation des ouvriers avant la mise en vigueur du règlement, mais le chef d'entreprise n'est pas tenu de déférer aux observations que les ouvriers auraient formulées;
4. Le contrôle et la surveillance par les délégués du gouvernement pour l'inspection du travail. Leur rôle est de surveiller l'exécution de la loi et de constater les infractions par des procès-verbaux;
5. Les sanctions et pénalités : le patron qui n'affiche pas un règlement d'atelier régulier et complet dans le délai prescrit par la loi, est passible de pénalité; mais s’il est en règle quant à la confection et à l'affichage du règlement, et qu'il n'en exécute pas les dispositions, il échappe à la répression pénale et ne pourrait être assigné, le cas échéant, qu'en réparation civile.

Dans le rapport fait à la chambre des représentants au nom de la section centrale, présidée par M. Snoy, ce dernier évoque la question qui fut posée par le conseil supérieur du travail sur l’obligation ou non d’un règlement écrit. Sur les 168 sections de sous-conseils interrogées, 152 répondirent par l’affirmative. L’inscription dans la loi de l’obligation des règlements d’atelier écrits est donc unanimement jugée utile et opportune. Seules deux pétitions contraires ont circulé, l’une provenant de la section liégeoise de la fédération des sociétés industrielles et commerciales de Belgique, l’autre provenant de la Chambre de commerce de Verviers.
Dans le rapport fait au Sénat, la Commission de l’industrie et du travail précise également la portée du règlement : il est obligatoire, mais son contenu est facultatif. En effet, La Commission confirme que «Sauf en ce qui concerne le taux des amendes et l'emploi de leur produit, il ne touche pas à la liberté du chef d'entreprise de proposer les conditions de durée, d'organisation, de rémunération du travail. Il veut seulement que, dans sa liberté, le chef d'entreprise agisse à découvert ». En d’autres termes, le règlement d’atelier a avant tout une portée de publicité des conditions de travail : il vise à obliger les employeurs à donner une indication générale de la hiérarchie et à les renseigner sur les règles de l’organisation du travail dans l’établissement.
La loi sur les règlements d’atelier est promulguée le 15 juin 1896 et est publiée au Moniteur belge le 25 juin 1896.

## Contenu de la loi
La loi du 15 juin 1896 rend le règlement d'atelier obligatoire. Elle impose que toutes les entreprises industrielles et commerciales qui emploient dix ouvriers au moins doivent arrêter un règlement d'atelier (article 1er de la loi). Le règlement d'atelier doit comporter de manière précise des clauses notamment sur les conditions de travail, les sanctions disciplinaires, les revenus, les tâches à faire, les congés, etc. Le règlement d'atelier doit être affiché dans l'entreprise.

## Conséquences de la loi
Les normes inscrites dans ce règlement sont censées avoir acquis un caractère contractuel dans la mesure où elles s’ajoutent aux clauses expressément convenues entre les parties et que les dispositions du règlement lient celles-ci pour toute la durée de l’engagement (article 10 de la loi). La différence par rapport à la situation antérieure est que désormais, l’ouvrier est tenu de consulter le règlement. Cette loi constitue un premier pas vers la régulation des relations de travail.

## Critique de la loi
En Belgique, le pouvoir disciplinaire du patron a été légiférer pour la première fois avec la loi du 15 juin 1896 sur les règlements d’atelier. Le règlement d’atelier était considéré comme un contrat entre le patron et l’ouvrier afin d’instaurer pour la première fois un cadre juridique en entreprise. Alors que la jurisprudence de l’époque affirme le contraire, le règlement d’atelier de 1896 ne correspond pas à un contrat. Un contrat est valable s’il est basé sur le consentement des parties. La loi de 1896 ne prévoyait aucune disposition quant à l’obligation pour le travailleur de consentir explicitement au règlement. Dès lors, le règlement d’atelier était érigé par le patron de manière unilatérale. Le travailleur acceptait ou n’avait pas le choix d’accepter, tacitement le règlement. L’accord de ce dernier sur les conditions de travail, les sanctions ou autre, était présumé.

## Evolution de la loi
Après la promulgation de la loi du 20 septembre 1948 portant organisation de l’économie dont l’article 15, alinéa 1er, confie l’élaboration du règlement d’atelier au conseil d’entreprise, une proposition de loi du 28 mai 1952 faite au nom de la Commission du travail et de la prévoyance sociale, tente de justifier une révision intégrale du règlement d’atelier: «L'évolution sociale et les profondes modifications intervenues dans la vie économique et sociale au cours des dernières années, par suite des réformes de structure résultant de la loi du 20 septembre 1948, justifient une révision intégrale de cette loi».
Le texte adopté par la Commission a pour objet : 1° d'instaurer des règlements dans un plus grand nombre d'entreprises que ne le prévoit la loi du 15 juin 1896 sur les règlements d'atelier 2° de permettre l’application des dispositions de l'article 15, d), de la loi du 20 septembre 1948 portant organisation de l'économie confiant au conseil d'entreprise l'élaboration du règlement ; 3° de refondre complètement la loi du 15 juin 1896 qui apparaît aujourd'hui surannée.
Cette proposition débouche sur un projet gouvernemental visant à remplacer la loi du 15 juin 1896 sur les règlements d’atelier par la loi du 8 avril 1965 instituant les règlements de travail.
Cette loi, en vigueur depuis le 1er juin 1965, permit d’abandonner la fiction juridique du règlement d’atelier et de doter le règlement de travail, désormais convention collective, d’une valeur réglementaire. La loi du 8 avril 1965 fait du règlement de travail le résultat d’une négociation entre l’employeur et l’ensemble de ses travailleurs. On parle d’une période «d’autonomie des volontés collectives»: la procédure d’élaboration du règlement de travail fait intervenir obligatoirement les employés, soit par l’intermédiaire d’un conseil d’entreprise (art. 11), soit d’une délégation syndicale (art. 12). À défaut d’organe de concertation, l’employé lui-même peut émettre des observations sur le texte proposé (art. 11).
Le champ d’application de cette nouvelle loi s’étend à l’ensemble des employeurs et des travailleurs occupés dans un lien de subordination : cela s’applique aux contrats régis par la loi du 3 juillet 1978 relative aux contrats de travail, mais également aux travailleurs sous l’autorité d’une autre personne effectuant des prestations autrement qu’en vertu d’un contrat de travail. À partir du 1er juillet 2003, le champ d’application de la loi du 8 avril 1965 s’est encore élargi à l’ensemble du secteur public.
Le règlement de travail comporte plusieurs mentions obligatoires, notamment les horaires de travail (art. 6, §1er, 1°), le mode de mesurage et de contrôle du travail (art. 6, §1er, 2°), l’époque et le lieu de paiement de la rémunération (art. 6, §1er, 3°), les délais de préavis et motifs graves (art. 6, §1er, 4°), les droits et obligations du personnel de surveillance (art. 6 §1er, 5°), le droit disciplinaire applicable (art. 6, § 1er, 6°, 7, 16, 17, 18 et 19), les recours ouverts aux travailleurs (art. 6, § 1er, 7°) et d’autres informations obligatoires comme l’endroit où se trouve la boite de secours en application du règlement général de protection du travail (art. 6, § 1er, 8° à 19°).
Au-delà de ces éléments obligatoires, les partis peuvent y faire figurer ce qu’elles veulent, dans le respect de la hiérarchie des sources de droit. En effet, le règlement de travail ne peut aller à l’encontre ni des dispositions impératives, ni des conventions collectives de travail, ni des conventions individuelles écrites. Pour le reste, le règlement du 8 avril 1965 dispose d’une force supplétive, en ce qu’il n’est soumis ni aux dispositions supplétives de la loi, ni aux conventions individuelles verbales, ni à l’usage.
Outre son contenu, la publicité qui entoure le règlement de travail participe activement à la fonction d’information. Un avis indiquant l'endroit où le règlement de travail peut être consulté doit être affiché dans un endroit apparent et accessible (art. 15, al. 1er) pour chaque travailleur en permanence et sans intermédiaire. L'employeur doit également en remettre une copie au travailleur (art. 15, al. 3), ou au fonctionnaire compétent (art. 15, al. 4). Il suffit que les salariés aient été informés pour qu’ils soient liés par les dispositions.

### Législation
- Loi du 15 juin 1896 sur les règlements d’atelier, M.B., 25 juin 1896, art. 1.
- Loi du 15 juin 1896 sur les règlements d'atelier, M.B., 25 juin 1896, art. 10.
- Loi du 20 septembre 1948 portant organisation de l'économie, M.B., 27 septembre 1948, art. 15.
- Loi du 8 avril 1965 instituant les règlements de travail, M.B., 5 mai 1965, art. 6.
- Loi du 8 avril 1965 instituant les règlements de travail, M.B., 5 mai 1965, art. 10.
- Loi du 8 avril 1965 instituant les règlements de travail,M.B., 5 mai 1965, art. 11.
- Loi du 8 avril 1965 instituant les règlements de travail, M.B., 5 mai 1965, art. 12.
- Loi du 8 avril 1965 instituant les règlements de travail, M.B., 5 mai 1965, art. 15.
- Projet de loi relative aux règlements d’ateliers, Pas., Parl., Doc., 1894 -1895, séance du 18 juillet 1895, n°279, p. 187.
- Proposition de loi modifiant la loi du 15 juin 1896 sur les règlements d’atelier, Ch., 1951 – 1952,  séance du 28 mai 1952, n°52 – S.E.-1950, pp. 1 - 39.

### Doctrine
- Birette, Y., et Davagle, M., « Mise en perspective historique », Temps de travail et temps de repos, 1e éd., Bruxelles, Larcier, 2021, pp. 15 - 46.
- Castiaux, D., « Les sanctions disciplinaires », Guide social permanent, t. V : Commentaire du droit du travail, Bruxelles, Kluwer, 2008, pp. 1-10 – 1-2960.
- Clesse, J., et Kefer, F., « Le règlement de travail », Manuel de droit du travail, 2e éd., Bruxelles, LArcier, 2018, pp. 123 - 126.
- DELPORTE, C. et  PIRLET, A., « Discipline et surveillance dans la relation de travail », Perspective de droit social, M. Westrade (dir.), Limal, Anthemis, 2013, pp. 1 - 102 .
- DESTATTE, P., « La question sociale », Histoire de la Belgique contemporaine, 1e éd., Bruxelles, Larcier, 2019, pp. 49 - 61.
- HEIRMAN, J., et GRATIAS, M., « Le règlement de travail », Guide social permanent, t. V : Commentaire droit du travail, Bruxelles, Kluwer, 2010, pp. 248 - 324
- MORSA, M., « Les infractions concernant les relations collectives de travail », Infractions et sanctions en droit social, 1e éd., Bruxelles, Larcier, 2013, pp. 491 - 532.
- VANNES, V., « Le pouvoir disciplinaire », Le contrat de travail : aspects théoriques et pratiques, 4e éd., Bruxelles, Bruylant, 2013, pp. 533 - 559.
- ZOCASTELLO, S., « Remettre de l’ordre au sein de son entreprise avec des sanctions disciplinaires ? », M. Soc., 2014, n°10, pp. 11 - 12.

### Jurisprudence
- Cass., 9 juin 1980, R.D.S., 1981, p.12.